# Arthur Green (cầu thủ bóng đá, sinh năm 1885)
Arthur Green (1885 – sau 1911) là một cầu thủ bóng đá người Anh thi đấu ở Football League cho Birmingham. Sinh ra ở Grantham, Lincolnshire, ông bắt đầu sự nghiệp bóng đá với Seaton Main và Mansfield Town trước khi gia nhập Birmingham vào tháng 7 năm 1911. Ông có màn ra mắt ở Second Division ngày 21 tháng 10 năm 1911 trên sân khách trước Gainsborough Trinity, vào sân với vị trí hậu vệ trái cho phép Frank Womack thay thế cho Billy Ball bị chấn thương ở vị trí hậu vệ phải. Trận đấu kết thúc không bàn thắng, và đó là lần đá chính duy nhất ở đội một cho Birmingham. Năm 1912 ông ký hợp đồng với Lincoln City, nhưng trở lại Mansfield và không được đá đội một.